# Wereldbeker boogschieten 2022
De zestiende editie van de wereldbeker boogschieten vond plaats van 18 april 2022 tot 16 oktober 2022. Er werden vier verschillende wereldbekerwedstrijden georganiseerd en de beste acht boogschutters in de individuele categorieën besluiten de wereldbeker in een finale.

## Finale
| M/V                    | Onderdeel       | Goud            | Zilver             | Brons |
| Mannen                 |                 |                 |                    |       |
| Recurve - individueel  | Kim Woo-jin     | Miguel Alvariño | Mete Gazoz         |       |
| Compound - individueel | Mike Schloesser | Nicolas Girard  | Jean Pizarro       |       |
| Vrouwen                |                 |                 |                    |       |
| Recurve - individueel  | An San          | Choi Mi-sun     | Peng Chia-mao      |       |
| Compound - individueel | Sara López      | Ella Gibson     | Alejandra Usquiano |       |

## Stages

### Stage 1
De eerste stage werd gehouden van 18 tot 24 april 2022 in Antalya.
| M/V                    | Onderdeel                                                                  | Goud                                                         | Zilver                                                   | Brons |
| Mannen                 |                                                                            |                                                              |                                                          |       |
| Recurve - individueel  | Miguel Alvariño                                                            | Ryan Tyack                                                   | Brady Ellison                                            |       |
| Recurve - team         | Chinees Taipei Su Yu-yang Tang Chih-chun Wei Chun-heng                     | Italië Mauro Nespoli Alessandro Paoli David Pasqualucci      | Nederland Gijs Broeksma Rick van der Ven Steve Wijler    |       |
| Compound - individueel | Mike Schloesser                                                            | Adrien Gontier                                               | Jean-Philippe Boulch                                     |       |
| Compound - team        | India Rajat Chauhan Aman Saini Abhishek Verma                              | Frankrijk Quentin Baraër Jean-Philippe Boulch Adrien Gontier | Nederland Sil Pater Mike Schloesser Stef Willems         |       |
| Vrouwen                |                                                                            |                                                              |                                                          |       |
| Recurve - individueel  | Bryony Pitman                                                              | Laura van der Winkel                                         | Katharina Bauer                                          |       |
| Recurve - team         | Verenigd Koninkrijk Penny Healey Bryony Pitman Jessica Kaur Jaspreet Sagoo | Duitsland Katharina Bauer Michelle Kroppen Charline Schwarz  | Chinees Taipei Kuo Tzu-ying Lei Chien-ying Peng Chia-mao |       |
| Compound - individueel | Ella Gibson                                                                | Alejandra Usquiano                                           | Lisell Jäätma                                            |       |
| Compound - team        | Duitsland Julia Böhnke Franziska Göppel Carolin Landesfeind                | Turkije Yeşim Bostan Emine Rabia Oğuz Ayşe Bera Süzer        | Estland Lisell Jäätma Meeri-Marita Paas Maris Tetsmann   |       |
| Teams                  |                                                                            |                                                              |                                                          |       |
| Recurve - gemengd      | India Ridhi Tarundeep Rai                                                  | Verenigd Koninkrijk Bryony Pitman Alex Wise                  | Verenigde Staten Gabrielle Sasai Brady Ellison           |       |
| Compound - gemengd     | Colombia Sara López Daniel Muñoz                                           | Slovenië Toja Ellison Aljaž Matija Brenk                     | Kroatië Amanda Mlinarić Domagoj Buden                    |       |

### Stage 2
De tweede stage werd gehouden van 16 mei 2022 tot 22 mei 2022 in Gwangju.
| M/V                    | Onderdeel                                       | Goud                                                         | Zilver                                            | Brons |
| Mannen                 |                                                 |                                                              |                                                   |       |
| Recurve - individueel  | Kim Woo-jin                                     | Lee Woo-seok                                                 | Miguel Alvariño                                   |       |
| Recurve - team         | Zuid-Korea Kim Je-deok Kim Woo-jin Lee Woo-seok | Italië Mauro Nespoli Alessandro Paoli David Pasqualucci      | Spanje Pablo Acha Miguel Alvariño Daniel Castro   |       |
| Compound - individueel | Mike Schloesser                                 | Mohan Ramswaroop Bhardwaj                                    | Steve Marsh                                       |       |
| Compound - team        | India Rajat Chauhan Aman Saini Abhishek Verma   | Frankrijk Quentin Baraër Jean-Philippe Boulch Adrien Gontier | Zuid-Korea Choi Yong-hee Kim Jong-ho Yang Jae-won |       |
| Vrouwen                |                                                 |                                                              |                                                   |       |
| Recurve - individueel  | Choi Mi-sun                                     | Lee Ga-hyun                                                  | Chiu Yi-ching                                     |       |
| Recurve - team         | Zuid-Korea An San Choi Mi-sun Lee Ga-hyun       | Duitsland Katharina Bauer Michelle Kroppen Charline Schwarz  | India Komalika Bari Ankita Bhakat Ridhi           |       |
| Compound - individueel | Kim Yun-hee                                     | Andrea Muñoz                                                 | Dafne Quintero                                    |       |
| Compound - team        | Zuid-Korea Kim Yun-hee Oh Yoo-hyun Song Yun-soo | Estland Lisell Jäätma Meeri-Marita Paas Maris Tetsmann       | India Priya Gurjar Avneet Kaur Muskan Kirar       |       |
| Teams                  |                                                 |                                                              |                                                   |       |
| Recurve - gemengd      | Duitsland Katharina Bauer Felix Wieser          | Verenigde Staten Casey Kaufhold Brady Ellison                | Nederland Gabriela Schloesser Rick van der Ven    |       |
| Compound - gemengd     | Chinees Taipei Huang I-jou Chen Chieh-lun       | Estland Lisell Jäätma Robin Jäätma                           | India Avneet Kaur Abhishek Verma                  |       |

### Stage 3
De derde stage werd gehouden van 20 juni tot 26 juni 2022 in Parijs.
| M/V                    | Onderdeel                                                    | Goud                                                           | Zilver                                                      | Brons |
| Mannen                 |                                                              |                                                                |                                                             |       |
| Recurve - individueel  | Marcus D'Almeida                                             | Kim Je-deok                                                    | Oh Jin-hyek                                                 |       |
| Recurve - team         | Zuid-Korea Kim Je-deok Kim Woo-jin Oh Jin-hyek               | Verenigde Staten Brady Ellison Matthew Requa Jack Williams     | Turkije Samet Ak Mete Gazoz Muhammed Yıldırmış              |       |
| Compound - individueel | Nicolas Girard                                               | Anders Faugstad                                                | Braden Gellenthien                                          |       |
| Compound - team        | Frankrijk Quentin Baraër Jean-Philippe Boulch Nicolas Girard | Turkije Batuhan Akçaoğlu Emircan Haney Yakup Yıldız            | Verenigde Staten Braden Gellenthien James Lutz Kris Schaff  |       |
| Vrouwen                |                                                              |                                                                |                                                             |       |
| Recurve - individueel  | Utano Agu                                                    | Peng Chia-mao                                                  | Choi Mi-sun                                                 |       |
| Recurve - team         | Chinees Taipei Kuo Tzu-ying Lei Chien-ying Peng Chia-mao     | India Ankita Bhakat Simranjeet Kaur Deepika Kumari             | Duitsland Katharina Bauer Michelle Kroppen Charline Schwarz |       |
| Compound - individueel | Ella Gibson                                                  | Jyothi Surekha Vennam                                          | Sophie Dodemont                                             |       |
| Compound - team        | Turkije Yeşim Bostan Songül Lök Ayşe Bera Süzer              | Verenigd Koninkrijk Layla Annison Elizabeth Foster Ella Gibson | Frankrijk Sophie Dodemont Lola Grandjean Sandra Herve       |       |
| Teams                  |                                                              |                                                                |                                                             |       |
| Recurve - gemengd      | Verenigde Staten Casey Kaufhold Brady Ellison                | Spanje Leyre Fernández Miguel Alvariño                         | Nederland Gabriela Schloesser Rick van der Ven              |       |
| Compound - gemengd     | India Jyothi Surekha Vennam Abhishek Verma                   | Frankrijk Sophie Dodemont Jean-Philippe Boulch                 | Verenigd Koninkrijk Ella Gibson Adam Carpenter              |       |

### Stage 4
De vierde stage werd gehouden van 18 juli tot 24 juli 2022 in Medellín.
| M/V                    | Onderdeel                                                     | Goud                                                                       | Zilver                                                     | Brons |
| Mannen                 |                                                               |                                                                            |                                                            |       |
| Recurve - individueel  | Kim Woo-jin                                                   | Mauro Nespoli                                                              | Miguel Alvariño                                            |       |
| Recurve - team         | Zuid-Korea Kim Je-deok Kim Woo-jin Oh Jin-hyek                | Spanje Pablo Acha Miguel Alvariño Ken Sánchez                              | Duitsland Florian Unruh Jonathan Vetter Felix Wieser       |       |
| Compound - individueel | James Lutz                                                    | Miguel Becerra                                                             | Mike Schloesser                                            |       |
| Compound - team        | Frankrijk Jean-Philippe Boulch Nicolas Girard Adrien Gontier  | Colombia Sebastián Arenas Pablo Gómez Zuluaga Daniel Muñoz                 | Verenigde Staten Braden Gellenthien James Lutz Tate Morgan |       |
| Vrouwen                |                                                               |                                                                            |                                                            |       |
| Recurve - individueel  | An San                                                        | Lee Ga-hyun                                                                | Kang Chae-young                                            |       |
| Recurve - team         | Zuid-Korea An San Kang Chae-young Lee Ga-hyun                 | Verenigd Koninkrijk Penny Healey Bryony Pitman Jessica Kaur Jaspreet Sagoo | Frankrijk Lisa Barbelin Anaëlle Florent Lauréna Villard    |       |
| Compound - individueel | Ella Gibson                                                   | Dafne Quintero                                                             | Sara López                                                 |       |
| Compound - team        | Colombia Sara López María Valentina Suárez Alejandra Usquiano | Verenigd Koninkrijk Isabelle Carpenter Elizabeth Foster Ella Gibson        | Zuid-Korea Kim Yun-hee Oh Yoo-hyun So Chae-won             |       |
| Teams                  |                                                               |                                                                            |                                                            |       |
| Recurve - gemengd      | Chinees Taipei Lei Chien-ying Tang Chih-chun                  | Verenigde Staten Casey Kaufhold Jack Williams                              | Brazilië Ana Luiza Sliachticas Marcus D'Almeida            |       |
| Compound - gemengd     | Denemarken Tanja Gellenthien Mathias Fullerton                | Verenigde Staten Linda Ochoa-Anderson James Lutz                           | Mexico Dafne Quintero Miguel Becerra                       |       |

2006 ·
2007 ·
2008 ·
2009 ·
2010 ·
2011 ·
2012 ·
2013 ·
2014 ·
2015 ·
2016 ·
2017 ·
2018 ·
2019 ·
2020 ·
2021 ·
2022 ·
2023 ·
2024